# Барановское сельское поселение (Костромская область)
Бара́новское се́льское поселе́ние — муниципальное образование в Буйском районе Костромской области.
Административный центр — деревня Бараново.

## История
Барановское сельское поселение образовано 30 декабря 2004 года в соответствии с Законом Костромской области № 237-ЗКО, установлены статус и границы муниципального образования.

## Население
| 2008 | 2010 | 2012 | 2013  | 2014  | 2015  | 2016 |
| ---- | ---- | ---- | ----- | ----- | ----- | ---- |
| 987  | ↗997 | ↘982 | ↗1010 | ↗1011 | ↘1003 | ↘973 |
| 2017 | 2018 | 2019 | 2020  | 2021  |       |      |
| ↘953 | ↘929 | ↘893 | ↘868  | ↘734  |       |      |

## Состав сельского поселения
| №  | Населённый пункт | Тип населённого пункта          | Население |
| -- | ---------------- | ------------------------------- | --------- |
| 1  | Афонино          | деревня                         | ↘148      |
| 2  | Бараново         | деревня, административный центр | ↗397      |
| 3  | Барское-Махрово  | деревня                         | ↘10       |
| 4  | Бартенево        | деревня                         | ↘3        |
| 5  | Ваганово         | деревня                         | ↘3        |
| 6  | Глобеново        | деревня                         | ↗10       |
| 7  | Дмитриевка       | посёлок                         | ↘3        |
| 8  | Колодино         | деревня                         | ↗30       |
| 9  | Костиново        | деревня                         | ↘100      |
| 10 | Матвейково       | деревня                         | →3        |
| 11 | Махрово          | железнодорожный разъезд         | ↘99       |
| 12 | Махрово          | село                            | ↗74       |
| 13 | Молога           | деревня                         | ↘62       |
| 14 | Паршутино        | деревня                         | ↗6        |
| 15 | Пескотнево       | деревня                         | →0        |
| 16 | Сафоново         | деревня                         | ↘4        |
| 17 | Стефаново        | деревня                         | →0        |
| 18 | Талица           | деревня                         | ↗1        |
| 19 | Тюшково          | деревня                         | →0        |
| 20 | Центральный      | посёлок                         | ↗13       |

### Упразднённые населённые пункты
- Абатурки — деревня, упразднена в 2024 году[15].
- Баранниково — деревня, упразднена в 2024 году[15].